# Gianfrancesco Penni
Gianfrancesco Penni, född omkring 1490 i Florens, död 1528 i Neapel, var en italiensk konstnär.
Penni tillhörde Rafaels närmaste lärjungar, bland vilka han kallades il jattore (faktorn). Han var tillsammans med Giulio Romano arvtagare av hans kvarlåtenskap. Som konstnär följde han i mästarens fotspår, bland hans verk märks friserna till tapetkartongerna i Vatikanens loggior, samt taket i Villa Farnesina. I Konstantinsalen i Rafaels stanzer målade han Kejsaren döpes av påven Sylvester. Efter Rafaels död fullbordade han tillsammans med Giulio Romano Kristi förklaring samt Jungfru Marie kröning som Rafael redan 1516 lovat utföra för klostret Monteluce. Målningen finns nu i Vatikanmuseerna. 1518 utförde han en kopia efter Rafaels gravläggning (nu i museum i Turin) samt åt påven Clemens VII en kopia av Kristi förklaring. Av Pennis mer självständiga arbeten märks Den kristliga kärleken och Hoppet för Galleria Borghese, som numera finns i Storbritannien.